# Climent de Cardona
Climent de Cardona (Barcelona, ? - 1605). Doctor en dret.

## Antecedents familiars
Fill de Jaume de Cardona i de Rafela Sunyer.

## Núpcies i descendents
Casat amb Guialmar de Biure. Van tenir els següents fills:
- Elisabet de Cardona i de Biure.

## Biografia
L'any 1598, actuà com a marmessor en el testament d'en Francesc de Cardona.
L'any 1604, fou procurador dels fills d'en Joan de Cardona en contra el doctor del Consell Reial Joan Gallego